# Gastrotheca gracilis
Gastrotheca gracilis é uma espécie de anfíbio da família Hemiphractidae.
Pode ser encontrada nos seguintes países: Argentina e possivelmente em Bolívia.
Os seus habitats naturais são: florestas subtropicais ou tropicais húmidas de baixa altitude e marismas intermitentes de água doce.
Está ameaçada por perda de habitat.